# Yatung
Pour les articles homonymes, voir Yadong.
La ville de Yatung (ou Yatoung ou encore Yadong) (tibétain : གྲོ་མོ་, Wylie : Dromo) est une petite ville tibétaine du comté de Yadong dans la préfecture de Shigatsé, dans la région autonome du Tibet. Elle est située dans la vallée de Chumbi, à proximité du Sikkim en Inde, du Bhoutan, et non loin du Népal.

## Histoire
Yatung fut une ville de commerce dès la fin du XIXe siècle. En 1893, le Tibet Trade Regulation, ou traité commercial anglo-chinois sur le Tibet, signé le 5 décembre à Darjeeling, autorisa l'Inde britannique à commercer au Tibet et lui permit d’ouvrir un comptoir commercial à Yatung, avec la garantie de la libre circulation des ressortissants britanniques entre ce point et la frontière,,. Selon Jamyang Norbu, écrivain tibétain en exil militant pour l'indépendance, le Tibet n'y était représenté qu'à titre d'observateur.
Selon le sociologue chinois Rong Ma, les comptes des douanes de Yatung indiquent que le tonnage annuel de laine exporté en Inde atteignait 544 tonnes de 1895 à 1898.
La construction d’une barrière entre Yatung et Lhassa fut un des éléments qui menèrent à l'expédition militaire britannique au Tibet entre 1903 et 1904.
Le commerce entre l'Inde britannique, puis l'Inde indépendante, et le Tibet fut effectif jusqu'en 1954, date à laquelle les 10 soldats indiens en escorte des agents de la mission commerciale furent retirés, conformément à l’accord sino-indien.
Selon Michael H. Goodman, après l'intervention militaire chinoise du Tibet en 1950, le dalaï-lama  souhaitait rester à Lhassa « pour aider son peuple », mais, à la demande du Kashag et de l'Assemblée nationale tibétaine, il partit pour Yatung en décembre 1950. Avant son départ, il nomma Lukhangwa et Lobsang Tashi, premiers ministres (Sileun) et leur conféra les pleins pouvoirs du gouvernement du Tibet. Selon Alexandra David-Néel, qui quitta définitivement l'Asie en juin 1946, les Chinois étant à Lhassa, le dalaï-lama et sa cour avaient le choix entre rebrousser chemin avec le trésor du Potala ou bien s'exiler en Inde et y mener la même vie que ceux de la cour du précédent panchen-lama exilé en Chine. L'exploratrice affirme que les paysans de Yatung et des environs, qui devaient nourrir gratis la troupe et le troupeau de mules, commençaient à rechigner.

## Équipements
On trouve actuellement à Yatung un hôtel, un bar, un seul bâtiment officiel, des hangars de l'armée et il est indiqué l’existence d’une station météorologique. 

## Personnalités
- K. Dhondup